# Mathias Leyendecker
Pour les articles homonymes, voir Leyendecker.
Mathias Leyendecker né en 1822 à Dernau (alors dans le royaume de Prusse) et mort en 1871 à Pützchen près de Bonn, est un peintre de genre et portraitiste allemand.

## Biographie
Mathias Leyendecker est un élève de Michel Martin Drolling et de Franz Xaver Winterhalter. Peintre de genre et portraitiste, il expose à Paris à partir de 1848. 
En 1869, il a reçu la commande de Napoléon III d'une copie du Portrait officiel de l'empereur par Hippolyte Flandrin.
Après sa mort, sa veuve a fait don au musée du Luxembourg à Paris du tableau Cailles et alouettes.

## Œuvres
- Alouettes.
- Portrait officiel de Napoléon III, 1869, copie d'après Hippolyte Flandrin.
- Sarcelles et petits oiseaux.
- Perdrix grise.
- Cailles et alouettes, 1870.